# Relator
Relator è un singolo collaborativo di Pete Yorn e Scarlett Johansson, pubblicato nel 2009 ed estratto dall'album Break Up.

## Tracce
- Download digitale

1. Relator – 2:33